# الخزازرة
لخزازرة هي قرية في إقليم سطات ضمن جهة الشاوية ورديغة بالغرب المغربي. كان مجموع عدد سكان الجماعة القروية الخزازرة 8.673 نسمة.(تعداد السكان الرسمي 2004)